# Julia Bönisch

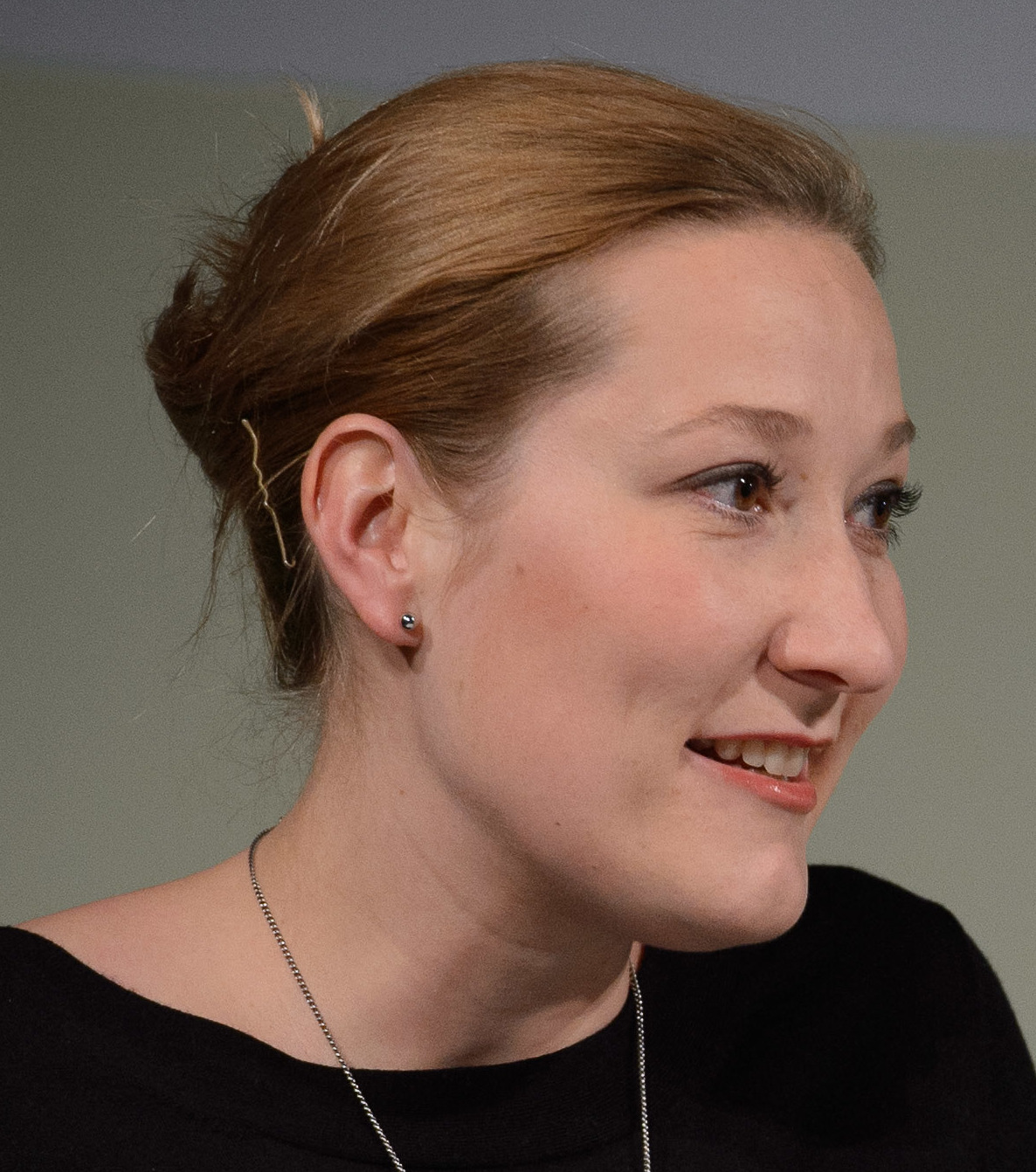
Julia Bönisch, 2014

Julia Maria Bönisch (* 1980 in Gelsenkirchen) ist eine deutsche Online-Journalistin und Alleinvorstand der Stiftung Warentest.

## Leben und Wirken
Bönisch wuchs in Gelsenkirchen auf und erlangte 1999 ihr Abitur am Schalker Gymnasium Gelsenkirchen. Ein im Jahr 2000 begonnenes Studium der Journalistik und Betriebswirtschaftslehre an der Katholischen Universität Eichstätt-Ingolstadt schloss sie im Jahr 2005 mit dem Diplom ab und war anschließend zwei Jahre lang in der Entwicklungshilfe tätig.
Ab 2007 arbeitete sie bei sueddeutsche.de und wurde 2012 stellvertretende Chefredakteurin. Zum 1. Januar 2017 stieg sie zur Chefredakteurin auf. Nach dem Weggang von Stefan Plöchinger zum 1. Januar 2018 war sie die alleinige Chefredakteurin von sueddeutsche.de.
Von ihr im Mai 2019 getätigte Aussagen zur Führungskultur und zur Trennung von Redaktion und Verlag führten zu Kontroversen innerhalb der Redaktion und mit dem Betriebsrat. Am 28. Oktober 2019 gab der Süddeutsche Verlag die Trennung von Bönisch bekannt. Am 1. März 2020 wurde sie als Bereichsleiterin Digitale Transformation und Publikationen Mitglied der Geschäftsleitung von Stiftung Warentest. Seit 1. Januar 2024 ist sie Alleinvorstand der Stiftung Warentest.